# Atopocottus tribranchius
Atopocottus tribranchius és una espècie de peix pertanyent a la família dels còtids i l'única del gènere Atopocottus.

## Descripció
- Fa 3 cm de llargària màxima.[2][3]

## Hàbitat
És un peix marí, demersal i de clima temperat que viu fins als 100 m de fondària.

## Distribució geogràfica
Es troba al mar del Japó davant la Prefectura de Niigata (el Japó).

## Observacions
És inofensiu per als humans.